# Georg Stiernhielm

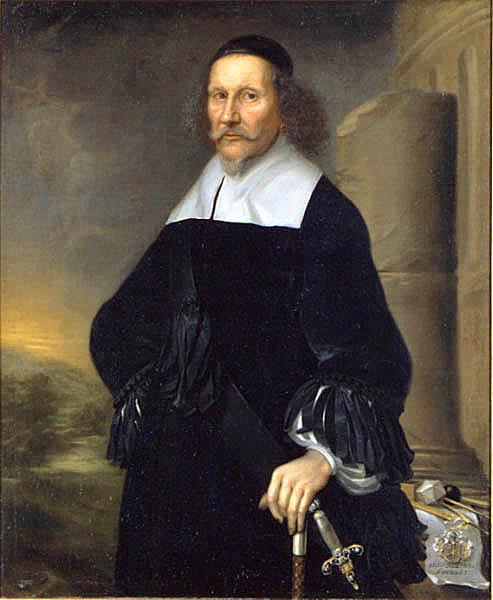
Georg Stiernhielm, Gemälde von David Klöcker Ehrenstrahl

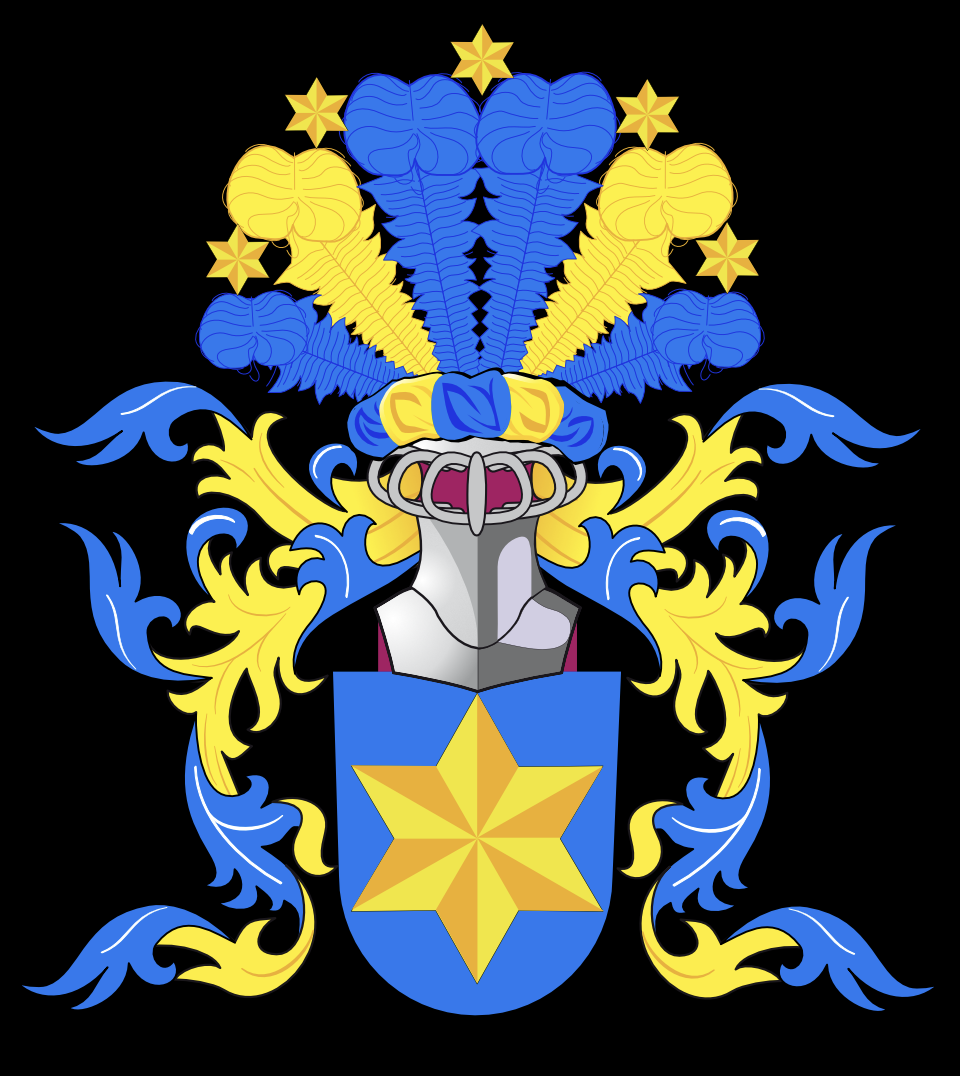
Variante des Familienwappens der adligen Familie Stiernhjelm

Georg Stiernhielm [ˈjeːɔrj ²ɧæːɳjɛlm] (* 7. August 1598 in Vika, Dalarna, Schweden; † 22. April 1672 in Stockholm) war ein schwedischer Dichter, Jurist, Sprachforscher und Mathematiker.

## Leben
Stiernhielm entstammte einer Bergmannsfamilie und hieß von Geburt an Göran Olofsson, später nannte er sich auch Lilia. Er studierte in Uppsala am Rudbeckius kollegium und in Deutschland, unter anderem an der Universität Greifswald.
Aus einfachen Verhältnissen kommend, machte er Karriere in der Verwaltung des schwedischen Staates und war unter anderem Richter in Dorpat in Livland und Chef des schwedischen Reichsarchivs. Daneben betätigte er sich als Sprachforscher und Mathematiker. 1631 wurde er geadelt und nahm den Namen Georg Stiernhielm an. Am 9. Dezember 1669 wurde er zum Mitglied (Fellow) der Royal Society gewählt.

## Bedeutung
Stiernhielm wird als „Vater der schwedischen Dichtkunst“ bezeichnet. Er versuchte eine schwedische Dichtung zu begründen, indem er die antiken Versmaße ins Schwedische übertrug. An die Stelle der Abfolge von langen und kurzen Silben in den antiken Sprachen setzte er die Abfolge von betonten und unbetonten Silben. Zudem war er bestrebt, ein möglichst reines, von ausländischen Einflüssen befreites, Schwedisch zu schaffen.
Stiernhielms bedeutendstes Werk ist Hercules, die Geschichte von Herkules am Scheideweg, der zwischen der Lust und der Tugend wählen muss. Stiernhielms Hercules ist ein Hexameter-Epos nach antikem Vorbild. Stiernhielm bewies, dass sich der klassische Hexameter auch im Schwedischen gut anwenden lässt:
Hercules arla stod vpp, en Morgon, i första sin Vngdom
Fuller af Ångest, och twijk, huru han sitt Lefwerne böria
skulle, däraf han pris kunde vinna, medh Tijden, och Ähra...

(Herkules stand früh auf, an einem Morgen in seiner ersten Jugend
voll von Angst und Zweifel, wie er sein Leben beginnen
sollte, so dass er mit der Zeit Anerkennung und Ehre gewinnen würde...)
Hercules ist ein kunstvoll durchgearbeitetes Werk voller barocker Bilderpracht und mächtiger Rhetorik.
Daneben schrieb Stiernhielm verschiedene andere Dichtwerke, insbesondere „Ballette“, also gereimte Erläuterungen und Inhaltsangaben zu Balletten, die am königlichen Hof aufgeführt wurden.
Unter Stiernhielms Namen ist auch das Hexameter-Gedicht Bröllops beswäres Ihugkommelse überliefert, doch ist angesichts des für Stiernhielm untypischen burlesken Realismus die Zuschreibung fraglich.
Stiernhielm begründete die Tradition der schwedischen Hexameter-Dichtung, in der etwa Esaias Tegnér, Johan Ludvig Runeberg und August Strindberg eigene Werke schufen. Der letztgenannte bekannte in seinem Gedicht Trefaldighetsnatten (Die Trinitatisnacht, zweite Fassung 1905):
Endast en lärling är jag av vår skaldekonsts vördade fader
Stiernhielm som först och som bäst har sjungit på renaste svenska
Uti hexameters gång, den sexfota klassiska versen.

(Nur ein Lehrling bin ich des würdigen Vaters unserer Dichtkunst
Stiernhielm, der als Erster und Bester im reinsten Schwedisch gesungen hat
in Hexametern, dem klassischen sechsfüßigen Vers)